# Flodigarry
Flodigarry är en by på ön Isle of Skye i Highland, Skottland. Byn är belägen 5 km 
från Staffin. Orten har 256 invånare (2011).